# Glaucis
Glaucis är ett fågelsläkte i familjen kolibrier. Det omfattar tre arter:
- Kroknäbbad eremit (G. dohrnii)
- Bronseremit (G. aeneus)
- Rostbröstad eremit (G. hirsutus)